# 阿多駅
阿多駅（あたえき）は、かつて鹿児島県日置郡金峰町宮崎（現・南さつま市金峰町宮崎）にあった鹿児島交通枕崎線（南薩鉄道）の駅（廃駅）である。

## 歴史
- 1914年（大正3年） 5月10日：南薩鉄道枕崎線の伊作 - 加世田間延伸と同時に開業。
- 1927年（昭和2年）6月1日：薩南中央鉄道により当駅 - 薩摩川辺間開業。
- 1943年（昭和18年）4月2日：南薩鉄道が薩南中央鉄道を吸収合併。知覧線となる。
- 1965年（昭和40年）11月15日：知覧線廃止。
- 1968年（昭和43年）4月1日：貨物取り扱い廃止、同時に無人化。
- 1969年（昭和44年）8月22日：台風9号による暴風雨の影響で駅舎が倒壊。
- 1984年（昭和59年）3月17日：枕崎線廃止に伴い廃止。

## 駅構造
最盛期は知覧線の起点駅や貨物取り扱いの拠点の一つとして栄え、有人駅で本屋ホーム（単式）1面1線と島式ホーム1面2線の2面3線構造で2本の側線を持ち、貨物列車の入換も行われている大きな駅だった。蒸気機関車の機関庫もあったという。しかし晩年は1面1線のみの無人駅だった。

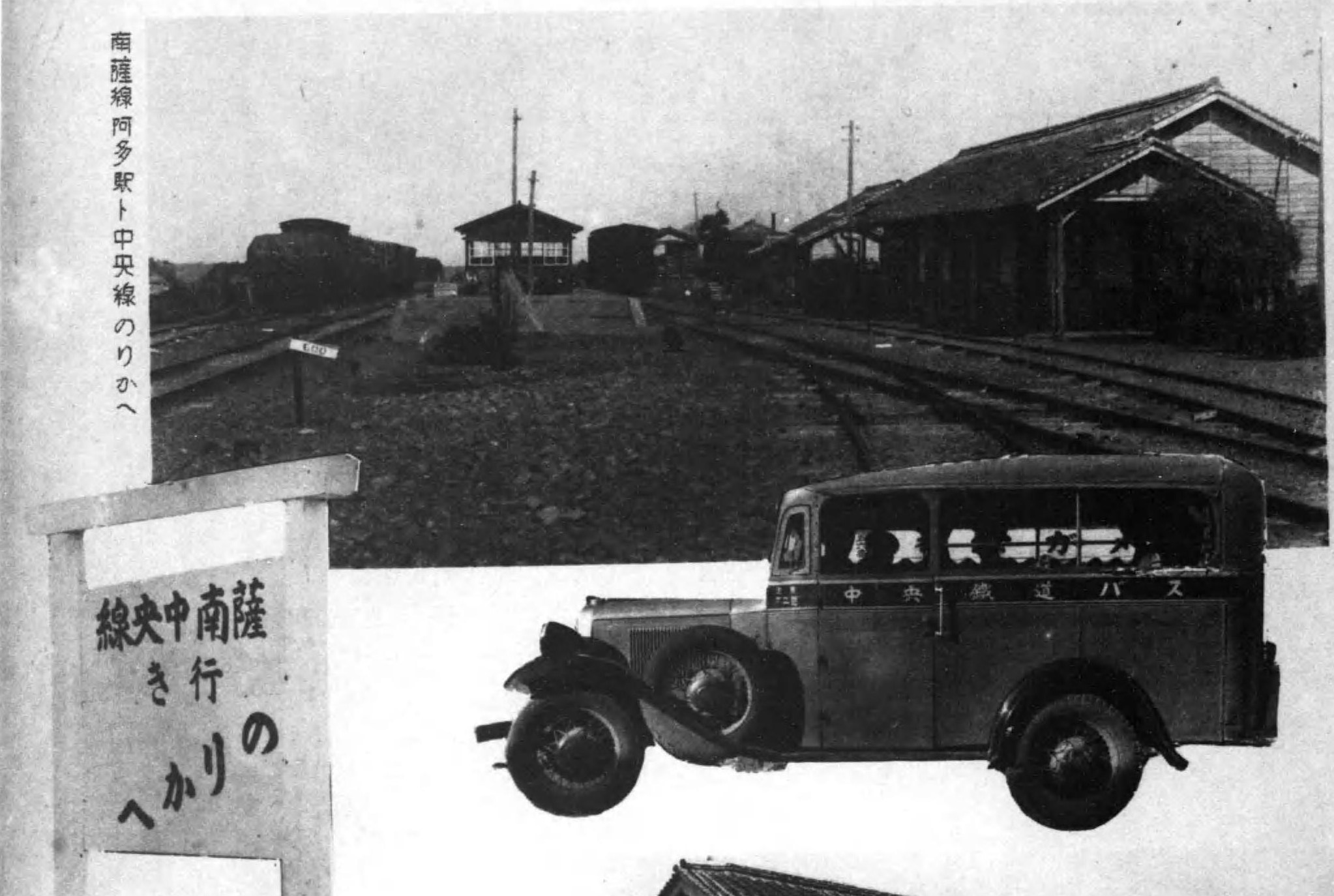
1937年（昭和12年）頃の阿多駅

## 廃止後の現状
一般道と化しほとんど跡形は分からないが、駅跡を示す看板が設置されている。なお、周辺の道床跡は現在も判別が可能である。

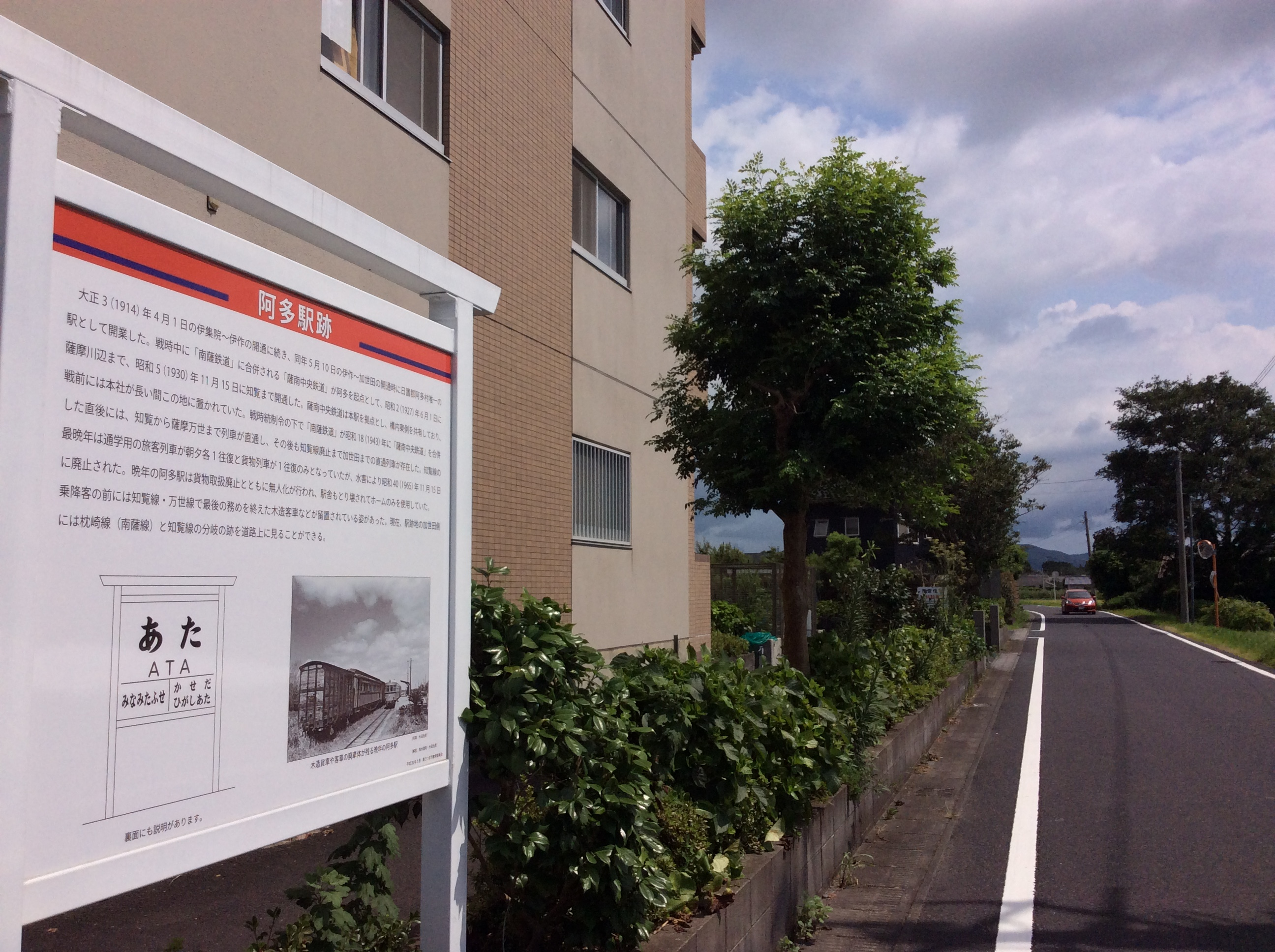
駅跡を示す掲示板（2016年7月）

## 隣の駅
鹿児島交通（南薩鉄道）
枕崎線
南多夫施駅 - 阿多駅 - 加世田駅
知覧線
阿多駅 - 東阿多駅